# Apollinaris William Baumgartner
Apollinaris William Baumgartner OFMCap  (* 24. Juli 1899 in New York City, Vereinigte Staaten; † 18. Dezember 1970 in Hagåtña, Guam) war römisch-katholischer Bischof von Agaña.

## Leben
Baumgartner wurde im New Yorker Viertel College Point im Bezirk Queens geboren und besuchte dort die Schule. In Mount Calvary im US-Bundesstaat Wisconsin studierte er am Seminar St. Lawrence. Er trat in die Ordensgemeinschaft der Kapuziner ein, womit er den Ordensnamen Apollinaris annahm. Am 30. Mai 1926 empfing er das Sakrament der Priesterweihe.
Am 25. August 1945 wurde er von Papst Pius XII. zum Apostolischen Vikar von Guam und Titularbischof von Ioppe ernannt. Die Bischofsweihe empfing er am 18. September desselben Jahres durch den damaligen Apostolischen Delegaten in den Vereinigten Staaten, Erzbischof Amleto Giovanni Cicognani; Mitkonsekratoren waren Bartholomew Joseph Eustace, Bischof von Camden, und Eugene Joseph McGuinness, Koadjutorbischof von Oklahoma City und Tulsa.
Parallel zu seiner Tätigkeit in Guam wirkte Baumgartner von 1947 bis 1949 auch als Apostolischer Administrator von Okinawa. Mit der Erhebung des Apostolischen Vikariats Guam 14. Oktober 1965 zum Bistum Agaña durch Papst Paul VI. wurde Baumgartner zum Bischof von Agaña. Er starb am 18. Dezember 1970 im Alter von 71 Jahren in seiner Bischofsstadt.

## Wirken als Bischof
Zu Beginn seiner Amtszeit auf Guam sah Baumgartner sich vor große Herausforderungen gestellt, zumal die meisten Kirchen im Zuge der Angriffe durch die Japaner kurz nach dem Angriff auf Pearl Harbor beschädigt und die Priester interniert worden waren. Er setzte sich intensiv für das guamische Schulsystem ein, indem er zerstörte Schulen auf der Insel wiederherstellen ließ sowie neue Bildungseinrichtungen gründete und Lehrkräfte berief.